# أمطار الظلم (فلم)
أمطار الظلم أو مدار الدم (بالإسبانية: Trópico de Sangre) هو فيلم دراما دومينيكاني صدر عام 2010 من إخراج وتأليف خوان ديلانسر وإنتاج جوان جاسينتي. الفيلم من بطولة ميشيل رودريغز وميشيل رودريغيز وخوان فرنانديز وسيزار إيفوراوسيرجيو كارلو وكلوديت لالي وسيلينس توريبيو. الفيلم مبني على القصة الحقيقة لالأخوات ميرابال التاريخية في جمهورية الدومينيكان.
عُرض الفيلم لأول مرة في مهرجان نيويورك اللاتيني السينمائي الدولي بتاريخ 29 يوليو 2009. تم استشارة الأخت الباقية على قيد الحياة «ديدي ميرابال»، والتي شاركت في إنتاج الفيلم أيضاً، قامت بتأدية دورها الممثلة سيلينس توريبيو.

## ملخص القصة
هذه هي قصة ثلاث نساء شجاعات «باتريا، مينيرفا، ماريا تيريزا» كانت تُعرفن باسم أخوات ميرابال، اللاتي ولدن لعائلة وجيهة في حقول سالسيدو. في ذلك الوقت كانت الجمهورية الدومينيكية تحت سيطرة الديكتاتور رافائيل تروخيو، والذي حكم البلاد بقبضة حديدة منذ عام 1930. يركز الفيلم على مينيرفا ويحكي القصة الحقيقة لكيف تجرأت هي وأخواتها على تحدي الديكتاتور المجنون وحكومته عديمة الرحمة، إلى جانب بعض الحلفاء وأفراد الأسرة كذلك. ولكن تلك الجرأة والشجاعة لها عواقبها المأساوية وهي في نفس الوقت مصدر إلهام للناس.

## طاقم التمثيل
| - ميشيل رودريغيز بدور مينرفا ميرابال - خوان فرنانديز بدور تروخيو - سيرجيو كارلو بدور مانولو تافاريس - كلوديت لالي بدور إميليا - كلاوديو لي سميث بدور يونغ رافائيل تروخيو - الكسندر ستار بدور الملازم جيمينيز - ماريو ليبرون بدور إنريكي ميرابال |  | - ليجا اريزا بدور كورنيل توماس اوفاندو - إرنستو بايز بدور بيدرو جونزاليس - سيلينس توريبيو بدور ديدي ميرابال - لوكي إستيفيز بدور باتريا ميرابال - إيمرسون جونزاليس بدور دانيال - مانويل رابوسو بدور كارلوس مولاتو - ميجيل مونتالفو بدور السيناتور روجاس |  | - إلياس كاماينو بيريز بدور مانويل دي مويا ألونسو - فيكتور راميريز بدور عميل في جهاز المخابرات الوطني - شارلين تولي بدور ماريا تيريزا ميرابالو - إدوين ديفيد جارسيا بدور سلفادور إستريلا سادالا - سيزار إيفورا بدور أنطونيو دي لا مازا - ميغيل أنخيل مارتينيز بدور كانديتو توريس - ماريو نونيز بدور سيرياكو دي لا روزا |  | - كروزمونتي بدور إمبرت باريراس - أموريس بيريز بدور لياندر - سولي دورن بدور جيرتروديس - ديدي ميرابال بدور "نفسها" - سقراط مونتا - جوزي غيريرو - فرانكلين دومينجيز |

## جدال
في يوليو من عام 2008 انتقد كارلوس ليتر رئيس مؤسسة مينريفيا ميرابال الفيلم علناً، وتحديداً مشاركة الممثلة ميشيل رودريغز بسبب قضاياها القانونية السابقة. هدد كارلوس ليتر بمقاضاة ميشيل رودريغز ومنتجيها بحجة الاستخدام غير القانوني لإسم ميرابال، ما لم تُمنح جميع الإيرادات بما في ذلك الراتب الشخصي الكامل لرودريغيز من الفيلم إلى المنظمات الخيرية التي يختارها بما في ذلك منظماته الخيرية.
في غضون أيام رد مخرج ومؤلف الفيلم خوان ديلانسر على مثل هذه الانتقادات بقوله "لا يحتاج المرء إلى إذن لإحضار التاريخ إلى فيلم". أشار المخرج إلى أن ديدي ميرابال وعائلة ميرابال أنفسهم وافقوا على الفيلم وعلى ميشيل رودريغز، حتى أن ديدي نفسها ظهرت في الفيلم باعتبارها راويةً له. دافع ديلانسر عن رودريغز كإنسانة وممثلة قائلاً "إن من المثير للإعجاب أن شخصية من مكانتها أكملت لتوها أعمال مع أشخاص أمثال تشارليز ثيرون (في فيلم معركة في سياتل) وجيمس كاميرون (في أفاتار) أن تشارك في هذا العمل ذو الأنتاج الصغير ناهيك عن إظهارها مثل هذا التفاني "الذي لا يمكن إنكاره" كممثلة ومنتجة.

## روابط خارجية
- مقالات تستعمل روابط فنية بلا صلة مع ويكي بيانات